# Burnet O'Connor
Burnet O'Connor is een provincie in het departement Tarija in Bolivia. De provincie heeft een oppervlakte van 5309 km² en heeft 21.378 inwoners (2012). De hoofdstad is Entre Ríos.
Burnet O'Connor bestaat uit één gemeente: Entre Ríos (identisch met de provincie).

## Indeling
De provincie bestaat uit de volgende kantons:	 	
- Cantón Chimeo
- Cantón Chiquiaca
- Cantón Entre Ríos
- Cantón Huayco
- Cantón Ipaguazu
- Cantón La Cueva
- Cantón Narvaez
- Cantón Salinas
- Cantón San Diego
- Cantón Suaruro
- Cantón Tapurayo

## Plaatsen
De volgende plaatsen zijn gelegen in de provincie Burnet O'Connor:
- Entre Ríos 4044 inw. – Palos Blancos 916 inw. – Potrerillos 584 inw. – Pucara 455 inw. – San Josecito 532 inw. – San Diego Norte 416 inw. – Timboy 406 inw. – Puerto Margarita 383 inw. – Chiquiaca Centro 373 inw. – Narvaez Centro 177 inw. – Los Campos 165 inw. – Alto Ipaguazu 103 inw. – Suaruro 65 inw.

Aniceto Arce · 
Burnet O'Connor · 
Cercado · 
Eustaquio Méndez · 
Gran Chaco · 
José María Avilés